# Rita Fusaro
Rita Fusaro es una productora de telenovelas argentina, conocida principalmente por sus telenovelas que se transmiten por Azteca.

## Biografía
Rita Fusaro comenzó su carrera en Telefe como coordinadora de producción de telenovelas como, Luna salvaje en 2000, Yago, pasión morena en 2001, Kachorra en 2002 y Culpable de este amor en 2004. En el 2005 trabajó por última vez en su tierra natal en la telenovela argentina Amor en custodia.
En 2004 Azteca formó alianza con Telefe y posteriormente ella fue una de los productores que se fueron a México a producir versiones mexicanas de las telenovelas originales de Telefe. Las producían casi simultáneamente en Telefe y Azteca, que fue una de las más exitosas etapas de la última televisora. Su primer trabajo en Azteca y su primer proyecto como productora ejecutiva fue Montecristo en 2006, versión mexicana de la telenovela argentina del mismo nombre y del mismo año.
Aunque la alianza entre Azteca y Telefe se disolvió, ella se quedó a trabajar en Azteca. Su proyecto siguiente en 2008 fue la telenovela Tengo todo excepto a ti, que debido a la baja audiencia de pronto fue acortada y renombrada simplemente como Tengo todo. En 2009 realizó la adaptación de la telenovela Yago, pasión morena que llevó por título Pasión morena.
En 2012 produce la telenovela La otra cara del alma, una nueva versión de la telenovela mexicana El ángel caído producida en 1985 por Televisa, protagonizada por Gabriela Spanic y Eduardo Capetillo. En 2013 se integra a la producción de Elisa Salinas Secretos de familia.
En 2014 trabaja en la nueva historia original de Alberto Gómez titulada Siempre tuya Acapulco, protagonizada por Melissa Barrera y Daniel Elbittar.

## Trayectoria

### Productora ejecutiva
- Despéiname la vida (2018)
- Tanto amor (2015)
- Siempre tuya Acapulco (2014)
- Secretos de familia (2013)
- La otra cara del alma (2012/13)
- Pasión morena (2009/10) (con Claudio Meilán)
- Tengo todo excepto a ti  (2008)
- Montecristo (2006/07)

### Productora asociada
- Segunda parte de Amor en custodia (2005)

### Coordinatora de producción
- Primera parte de Amor en custodia (2005)
- Culpable de este amor (2004)
- Kachorra (2002)
- Segunda parte de Yago, pasión morena (2001)
- Luna salvaje (2000/01)
- Amor sagrado (1996)